# Lampetis handschini
Lampetis handschini es una especie de escarabajo del género Lampetis, familia Buprestidae. Fue descrita científicamente por Obenberger en 1932.